# Chotinan Theerapatpong
Chotinan Theerapatpong (tiếng Thái: โชตินันท์ ธีรภัทรพงศ์, sinh ngày 30 tháng 6 năm 1992), còn được biết với tên đơn giản Nan (tiếng Thái: นัน), là một cầu thủ bóng đá người Thái Lan thi đấu ở vị trí tiền vệ.